# One Big Rush: The Genius of Joe Satriani
One Big Rush: The Genius of Joe Satriani es un álbum de compilación del guitarrista Joe Satriani. Éste contiene canciones de las décadas anteriones.

## Lista de temas
1. "One Big Rush" - 3:27
2. "Surfing with the Alien" - 4:23
3. "Sleep Walk" - 2:45
4. "Belly Dancer" - 5:02
5. "Back to Shalla-Bal" - 3:16
6. "(You're) My World" - 3:56
7. "Motorcycle Driver" - 4:58
8. "All Alone" - 4:22
9. "Cryin'" - 5:43
10. "Up In Flames" - 4:33